# Liste der Naturdenkmale in Parthenstein

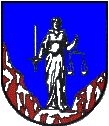
Wappen von Parthenstein

Lage von Parthenstein

In der Liste der Naturdenkmale in Parthenstein werden die Einzel-Naturdenkmale, Geotope und Flächennaturdenkmale in der Gemeinde Parthenstein im Landkreis Leipzig und seinen Dörfern Grethen, Großsteinberg, Klinga und Pomßen aufgeführt.
Bisher sind laut der angegebenen Quellen 6 Einzel-Naturdenkmal, 0 Geotope und 0 Flächennaturdenkmale bekannt und hier aufgelistet.
Die Angaben der Liste basieren auf Daten der Bekanntmachungs-Seite des Landkreises und den Daten auf dem Geoportal des Landkreises Leipzig.

## Definition
„Gesetz über Naturschutz und Landschaftspflege (BNatSchG), § 28 Naturdenkmäler:
 Naturdenkmäler sind rechtsverbindlich festgesetzte Einzelschöpfungen der Natur oder entsprechende Flächen bis zu fünf Hektar, deren besonderer Schutz erforderlich ist
1. aus wissenschaftlichen, naturgeschichtlichen oder landeskundlichen Gründen oder
2. wegen ihrer Seltenheit, Eigenart oder Schönheit.“

„SächsNatSchG, § 18 Naturdenkmäler (zu § 28 BNatSchG):
1. Die Erklärung nach § 22 Abs. 1 BNatSchG von Teilen von Natur und Landschaft als Naturdenkmal erfolgt durch Rechtsverordnung oder Einzelanordnung.
2. Über § 28 Abs. 1 BNatSchG hinaus können Naturdenkmäler zur Sicherung von Lebensgemeinschaften oder Lebensstätten von im Bestand gefährdeten oder streng geschützten Arten festgesetzt werden.“

## Legende
- Bild: zeigt ein vorhandenes Foto des Naturdenkmals.
- ND/GEO/FND-Nr: zeigt die jeweilige Nr. des Objekts – ND (Einzel-)Naturdenkmal, GEO Geotope oder FND (Flächen-Naturdenkmal)
- Beschreibung: beschreibt das Objekt näher
- Koordinaten: zeigt die Lage auf der Karte
- Quelle: Link zur Referenzquelle

## (Einzel-)Naturdenkmale (ND)
| Bild           | ND-Nr. | Ortsteil | Alter  | Beschreibung                                                                | Koordinaten                                         | Quellen                       |
| -------------- | ------ | -------- | ------ | --------------------------------------------------------------------------- | --------------------------------------------------- | ----------------------------- |
| Weitere Bilder | ND 97  | Grethen  | unbek. | Eiche im Feld am Gärtnereiweg (nördlich großen Kirchteich)                  | 51° 14′ 24″ N, 12° 40′ 8″ O (Flurstück-Nr. 198/560) | SG Naturschutz: VO 2013-09-03 |
| Weitere Bilder | ND 98  | Grethen  | unbek. | südliche Eiche am Damm des großen Kirchteich neben Beiersdorfer Str.        | 51° 14′ 15″ N, 12° 39′ 45″ O (Flurstück-Nr. 545)    | SG Naturschutz: VO 2013-09-03 |
| Weitere Bilder | ND 99  | Grethen  | unbek. | nördliche Eiche am Damm des großen Kirchteich neben Beiersdorfer Str.       | 51° 14′ 15″ N, 12° 39′ 45″ O (Flurstück-Nr. 545)    | SG Naturschutz: VO 2013-09-03 |
| Weitere Bilder | ND 100 | Klinga   | unbek. | Rosskastanie (Aesculus hippocastanum) an der Kirche neben Kindertagesstätte | 51° 16′ 25″ N, 12° 38′ 17″ O (Flurstück-Nr. 5)      | SG Naturschutz: VO 2013-09-03 |
| Weitere Bilder | ND 101 | Pomßen   | unbek. | südliche Eiche am Mühlteich-Umfluter der Parthe                             | 51° 14′ 27″ N, 12° 37′ 25″ O (Flurstück-Nr. 709/8)  | SG Naturschutz: VO 2013-09-03 |
| Weitere Bilder | ND 102 | Pomßen   | unbek. | nördliche Eiche am Mühlteich-Umfluter der Parthe neben Ringweg              | 51° 14′ 29″ N, 12° 37′ 24″ O (Flurstück-Nr. 709/8)  | SG Naturschutz: VO 2013-09-03 |